# Illinoia phacelia
Illinoia phacelia är en insektsart. Illinoia phacelia ingår i släktet Illinoia och familjen långrörsbladlöss. Inga underarter finns listade i Catalogue of Life.